# Melissodes menuachus
Melissodes menuachus là một loài Hymenoptera trong họ Apidae. Loài này được Cresson mô tả khoa học năm 1868.